# Strada provinciale 66 Querciola-Confine Modenese
La strada provinciale 66 Querciola-Confine Modenese è una strada provinciale italiana della città metropolitana di Bologna situata nel comune di Lizzano in Belvedere.

## Percorso
A Querciola la strada ha origine dalla SP 82 e procede in salita in direzione nord. Sotto il Monte Belvedere incontra l'ultima località prima del confine con la Provincia di Modena, Corona. In territorio modenese continua con il nome di SP 34 "di Maserno".